# Silberberg (Bad Saarow)

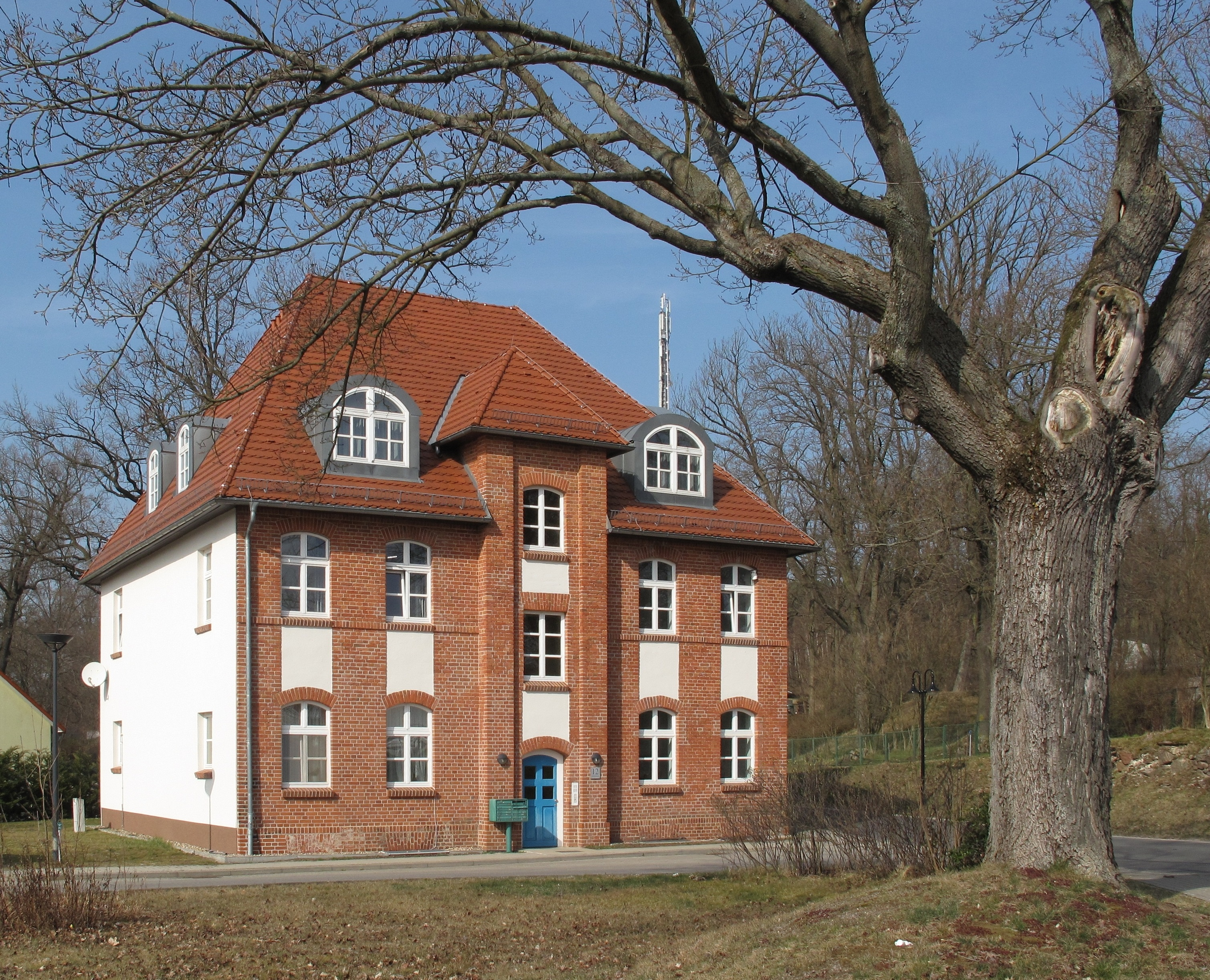
Ehemaliges Gutsverwaltungshaus in Silberberg

Silberberg ist ein Wohnplatz des Thermalsole- und Moorheilbads Bad Saarow im Brandenburger Landkreis Oder-Spree. Der ehemalige Gutsbezirk liegt in einer Hügellandschaft rund 1,5 Kilometer westlich des Scharmützelsees.
Wahrscheinlich um 1400 im Zuge der späten Deutschen Ostsiedlung aus dem Meißnischen heraus besiedelt, fiel der Ort für Jahrhunderte wüst. Lange Teil der Herrschaft Beeskow-Storkow in der Niederlausitz, kam die wüste Feldmark erst 1575 endgültig zu Brandenburg. Mitte des 18. Jahrhunderts wurde die Feldmark als Rittersitz mit einer Schäferei wiederbesetzt und entwickelte sich zu einem ausgedehnten Gutsbezirk.
Der Aufschwung der Region durch den Bau der Bad Saarower Landhaussiedlung ab 1906 und den aufkommenden Tourismus am Scharmützelsee kam im bis dahin abgeschiedenen Silberberg 1921 mit der Eröffnung von drei Bahnhöfen der Scharmützelseebahn zum Tragen. Zunehmend im Blickpunkt von Investoren, wurden 1911 Uferstreifen und 1927 weitere seeseitige Flächen aus dem Gut herausgekauft. Daraus entstand die Kolonie Saarow-Strand, der heutige Bad Saarower Wohnplatz Bad Saarow-Strand. Im Jahr 1928 wurde der Gutsbezirk mit seinen rund 150 Einwohnern aufgelöst und Silberberg wurde als Wohnplatz nach Bad Saarow eingemeindet. In der Kolonie Saarow-Strand wurden 1930 auf dem ehemaligen Silberberger Ziegeleigelände eine 9-Loch-Golfanlage mit Klubhaus und ein Strandbad am See angelegt. Nach der Stilllegung der Bahnhöfe 1945 war Silberberg in der DDR-Zeit mit einer LPG wieder weitgehend landwirtschaftlich orientiert. Nach der Deutschen Wiedervereinigung stellte die Gemeindeverwaltung die Silberberger Flächen für den Bau einer der größten touristischen Sportanlagen in Europa bereit. Das daraus hervorgegangene „A-ROSA Resort Scharmützelsee“ und mehrere Einrichtungen des Pferdesports und der Pferdezucht wie die „Klinik für Pferde“ der FU Berlin prägen den Ort in den 2010er Jahren.

## Naturraum, Lage und Verkehrsanbindung
Silberberg befindet sich auf der Storkower Platte zwischen dem Großen Storkower See und dem Scharmützelsee, einem typischen Rinnensee, der als subglaziale Rinne während des Brandenburger Stadiums der Weichsel-Kaltzeit entstanden ist. Das Hügelland zählt in den Naturräumlichen Haupteinheiten Deutschlands zum Ostbrandenburgischen Heide- und Seengebiet (Nr. 82).

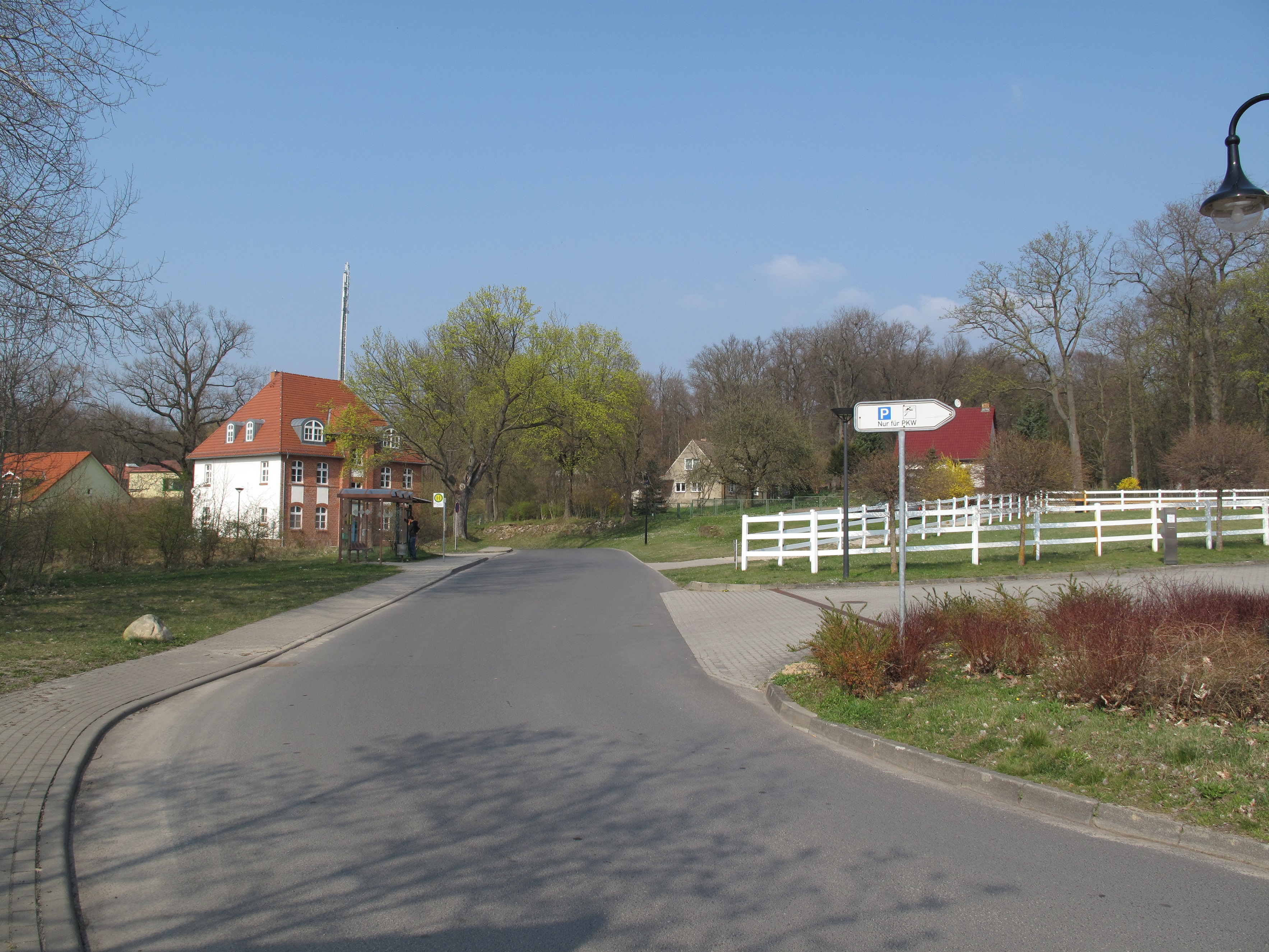
Dorfstraße am südöstlichen Eingang Silberbergs mit dem ehemaligen Gutsverwaltungshaus

Nordwestlich von Silberberg liegt das Dorf Reichenwalde. Südöstlich am Ufer des Scharmützelsees folgt der Bad Saarower Wohnplatz Bad Saarow-Strand und im Süden Wendisch Rietz. Die Entfernung von Silberberg zum heutigen Zentrum Bad Saarows, Bad Saarow-Mitte am Nordufer des zehn Kilometer langen Sees, beträgt rund fünf Kilometer.
An das Straßennetz ist der Ort über die Landesstraße L 412 (Silberberger Chaussee) angeschlossen, die den Ort im Süden in Wendisch Rietz an die Bundesstraße 246 und im Norden über Bad Saarow-Mitte und den Ortsteil Petersdorf an die Anschlussstelle Fürstenwalde-West der Bundesautobahn 12 anbindet. Von der Landesstraße zweigt in einem Kreisverkehr unterhalb des Ortskerns eine nicht nummerierte Gemeindestraße ab, die den Ort mit dem Namen Silberberg quasi als Dorfstraße nach Nordwesten durchquert und in Reichenwalde in die Kreisstraße K 6749 mündet, die weiter nach Storkow führt; allerdings ist die Strecke zwischen Silberberg und Reichenwalde für den öffentlichen Straßenverkehr gesperrt. Im Öffentlichen Nahverkehr vernetzt die Linie 431 des Busverkehrs Oder-Spree (BOS) Silberberg über Bad Saarow-Mitte (Bahnanschluss) mit Fürstenwalde sowie in südlicher Richtung mit Wendisch Rietz (Bahnanschluss).

## Geschichte

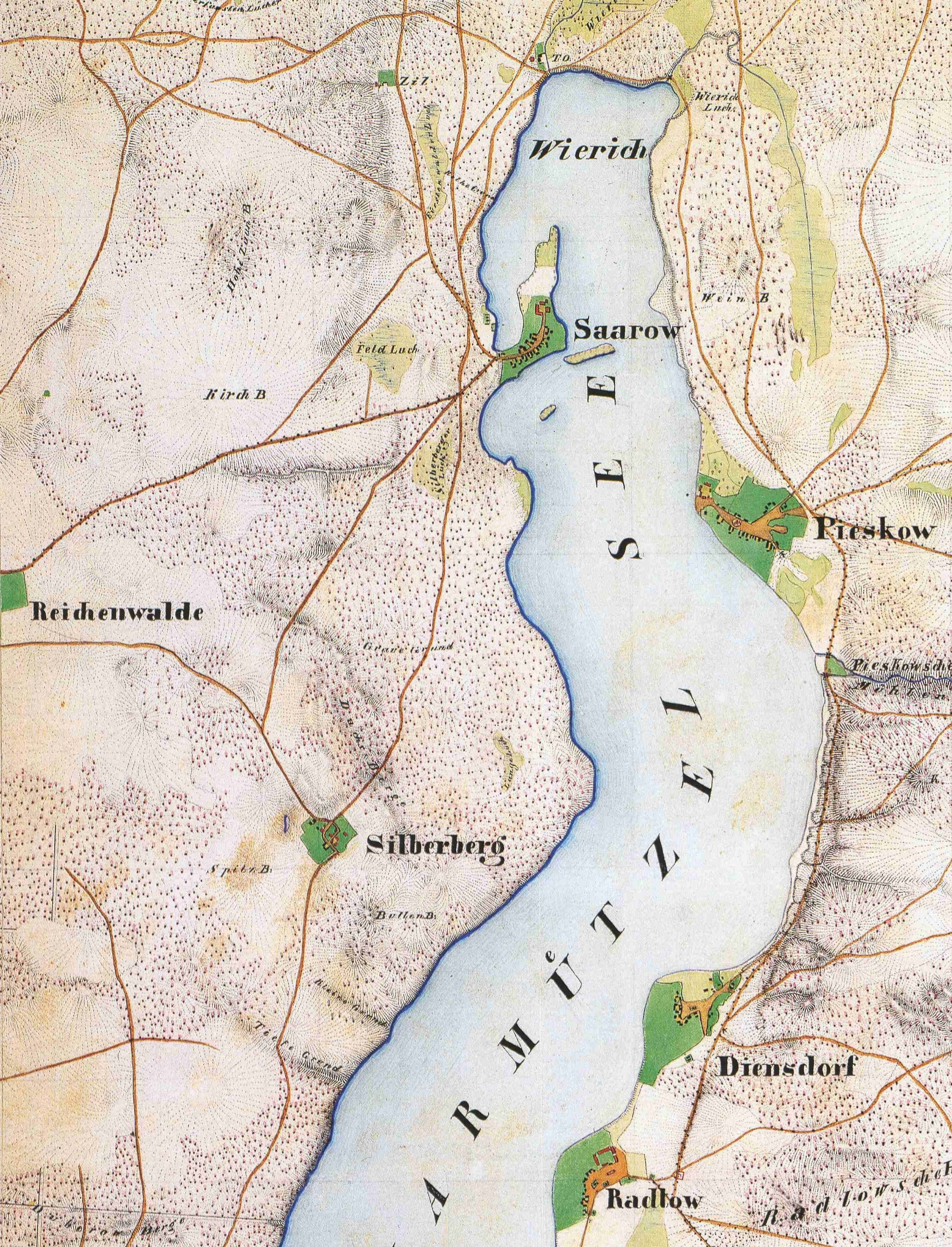
Dörfer am Scharmützelsee im Preußischen Urmesstischblatt von 1844

Während der Kern des heutigen Bad Saarows, Bad Saarow-Mitte, von Ludwig Lesser im Auftrag der Landbank AG Berlin auf dem Reißbrett entworfen und ab 1906 als elegante Landhaussiedlung am bislang unbesiedelten Nordufer des Scharmützelsees angelegt wurde, handelt es sich bei den Wohnplätzen Silberberg, Dorf Saarow und Pieskow um spätmittelalterliche Gründungen im Zuge der späten Deutschen Ostsiedlung. Die Orte, die wahrscheinlich auf slawische Siedlungen folgten, gehörten über Jahrhunderte zu den ausgedehnten Gütern derer von Löschebrand (oft auch: Löschebrandt, Loeschebrand) am Scharmützelsee in der Herrschaft Beeskow-Storkow (westlich des Sees Herrschaft Storkow, östlich des Sees Herrschaft Beeskow).
Diese Herrschaft fiel nach dem Teltow-Krieg 1245 nicht an die askanische Mark Brandenburg, sondern blieb bei den konkurrierenden Wettinern und wurde unter Einfluss der Meißener Markgrafen als Teil der Niederlausitz wesentlich von den Adelshäusern Strele und Bieberstein geprägt. Seit 1518 war die Herrschaft im Besitz des Bistums Lebus, dessen Bischofssitz seit 1373 im nahegelegenen Fürstenwalde lag. Erst 1556 kam der Landstrich inklusive Silberberg mit der Reformation in den Besitz des Markgrafen Johann von Küstrin aus dem Geschlecht der Hohenzollern und damit der Markgrafschaft Brandenburg-Küstrin beziehungsweise vier Jahre nach deren Auflösung 1575 zur Mark Brandenburg unter Kurfürst Johann Georg.

### Frühgeschichte und slawische Besiedlung
Am Scharmützelsee konnte angeblich Tierhaltung und Ackerbau mit landwirtschaftlicher Produktion bis 4600 v. Chr. nachgewiesen werden. Von etwa 1300 bis 500 v. Chr. stand das Gebiet unter dem Einfluss der bronzezeitlichen Lausitzer Kultur, die von der eisenzeitlichen Billendorfer Kultur abgelöst wurde. Um 150 n. Chr. zogen ostgermanische Stämme wie Burgunden nach, denen um 700 der westslawische Stamm der Lusitzi folgte. Slawen bewohnten mit Sicherheit die Halbinsel Dorf Saarow; die Grundform des Namens Zarow stammt aus dem Altsorbischen. Wie Funde nahelegen, bestand sehr wahrscheinlich auch in Silberberg eine frühe slawische Siedlung. Ein wendischer Flurname in Silberberg lautete nach Angabe von Rudolf Hermsdorf „Seltz, v. wend. sedlc = die kleine Ansiedlung, wahrsch. die alte urspr Wohnstätte der Silberberger Dorfmark“.

### Gründungsgeschichte

#### Ersterwähnung und deutsche Besiedlung
In der Geschichtsschreibung und auch in sonstigen Publikationen zu Bad Saarow gilt das Jahr 1463 als urkundliches Ersterwähnungsjahr Silberbergs. Diese Angabe geht auf die Chronik von Rudolf Hermsdorf aus dem Jahr 1934 Zwischen Dolgen und Scharmützel (Seite 38) zurück. Dort (Seite 38) gibt Hermsdorf einen Lehnsbrief des „Wenczlaw von Biberstein, Herr zu Soraw, Beskow und Storgkow“ für die „irbarn und woltüchtigen Jürgen, Conrad und Hannese von Leschebrand Gebrüdere tzu Gerssdorff“ wieder, nach dem die Löschebrand unter anderem erhielten:

„Wir leyen en auch das Dorf Silberberg gantz mit obirsten und nydersten gerichten. Dorin habin dy lewte alle woche 2 tage frey zu faren uff unser Storgkowische heide mit Holtzgerste. Auch haben sie freyheyt zu faren yn dy Rawenische Berge legerholtz tzu holen wy dicke sie wollen, aber nicht grune Holtz, doch haben alle Gebawer doselbst freyheyt tzu fischen mit allem gerete alß ander fsicher, dy do uff dem czermussel [Scharmützelsee] fischen. Auch leyen wyr en das Dorf Sarow (Soraw) mit obirsten und niedersten gerichten, als es Vater und Hensch Benewitz [Herren von Bennewitz] gehat hat, […].“

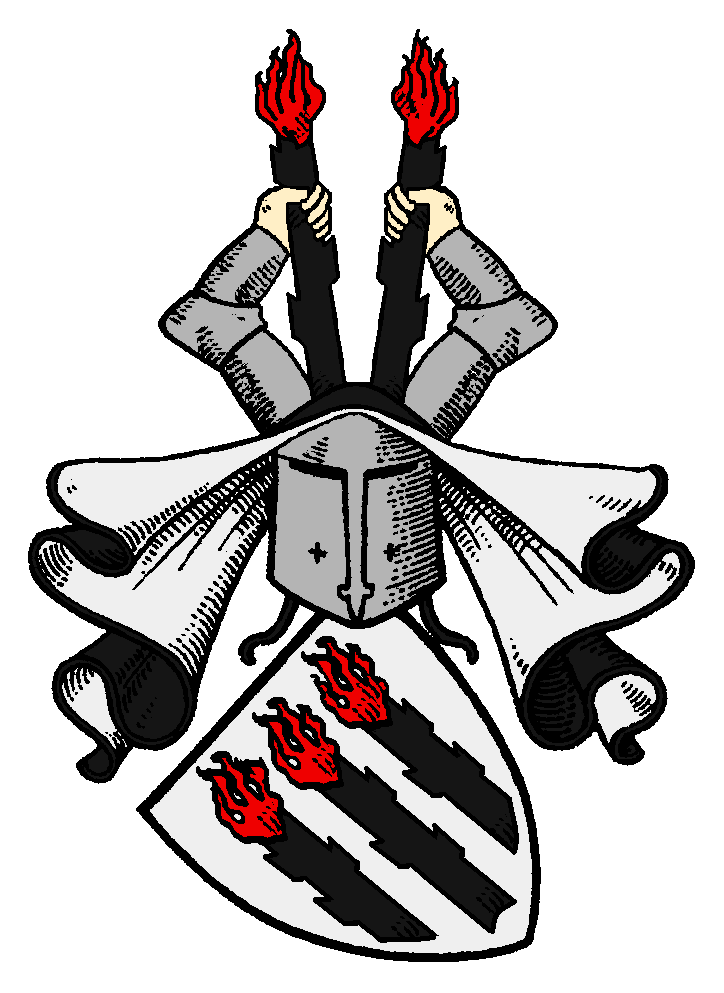
Wappen derer von Löschebrand

Beide Dörfer bestanden also bereits und wurden 1463 von den Löschebrand übernommen. An anderer Stelle betont Hermsdorf, „daß die Löschebrand auf Silberberg […] seit 1400 urkundlich nachweisbar sind“ (S. 33), gibt die Urkunde allerdings nicht wieder. Hermsdorf vermutet, wobei er erneut als Ersterwähnung das Jahr 1400 nennt:

„Wir dürfen annehmen, daß die Ritter von Löschebrand als Lehensleute der von Biberstein am Ausgang des 13. Jahrhunderts bis an den Scharmützel vorstießen, hier ihren Herrensitz errichteten (älteste Urkunde der von Löschebrand über Silberberg 1400) und auch eine Ortschaft mit einem Kirchlein hier anlegten.“

Möglicherweise meint Hermsdorf mit „Ausgang des 13. Jahrhunderts“ den Ausgang des 14. Jahrhunderts, denn die Herrschaft Beeskow-Storkow fiel erst 1384 an die Bibersteins. Für eine ehemalige Silberberger Kirche sprechen unter anderem Steinfunde im Klosterformat bei der Aushebung des Golfplatzes und ein ausgepflügter großer Kirchschlüssel östlich des Herrenhauses. Zudem habe im Silberberger Volksmund eine Flur „wüste Kirche“ geheißen. Ruinen wurden allerdings nicht gefunden. Falls es diese Kirche tatsächlich gab, wäre es die einzige Kirche in Silberberg gewesen – eine neue Kirche wurde nie errichtet.

#### Namensgebung, Silberabbau
Der Name geht laut Brandenburgischem Namenbuch auf die mittelniederdeutsche Grundform „Silverberch“ zurück. Er beziehe sich nicht auf Silberfunde, sondern bezeichne eine „Siedlung an einem Berg […] mit glänzende[m] helle[m], silbrig schimmernde[m] Bewuchs, vielleicht mit Silberpappeln o.ä.“ Nach der Farbtönung seien ähnlich der Schwarzberg (über dem Wohnplatz Annenhof) und der Braunberg (ein 101 Meter hoher Berg nordöstlich von Diensdorf-Radlow) benannt.
Eine Quelle für diese Namendeutung nennt das Brandenburgische Namenbuch nicht. Nach Darstellung der Ortschronik Bad Saarows von 2013 (Entwurf) wird hingegen vermutet, dass in Silberberg tatsächlich Silber abgebaut wurde. Falls es derartige Versuche gegeben habe, seien sie sicher bald eingestellt worden. Sonst wäre mehr darüber berichtet worden. Einen Nachweis gebe es allerdings bislang nicht.
Rudolf Hermsdorf hatte bereits in seiner Chronik von 1934 diese Vermutung geäußert und Indizien zusammengetragen. Danach verdanke der Ort Silberberg seinen Namen dem Silber-, Blei- und Zinnbergbau, der um 1350 aus dem Meißnischen dort eingeführt worden sei. Die Herren von Bieberstein seien als erfahrene Bergbauleute bekannt gewesen und auf ihre Veranlassung hätten vermutlich die von Löschebrand ein Silberbergwerk angelegt, wie Andeutungen in den Bergbauakten der Bieberstein auf Schloss Radnitz (Radnice, Westböhmen) nahelegten. Das Silbererz sei wahrscheinlich derart unergiebig gewesen, dass der Abbau bald eingestellt worden sei. Bis etwa 1870 habe es immer wieder Versuche gegeben, den Bergbau in Silberberg wieder aufzunehmen. Silberberger Flurnamen wie „Zechenhaus“ und „Stollen“ seien deutliche Hinweise auf Abbau oder Abbauversuche bis in die Neuzeit. Einen sicheren Beleg für diese Angabe Hermsdorfs gibt es nicht. Die alten, heute nicht mehr verzeichneten Flurnamen könnten auch auf die Braunkohleförderung in der zweiten Hälfte des 19. Jahrhunderts zurückgehen.

### Wüste Feldmark und Wiederbesiedlung um 1700
Wahrscheinlich nach 1463 fiel das alte Dorf Silberberg, das sich ein Stück ostwärts des heutigen Standorts zum Scharmützelsee hin befunden haben soll, wüst. Vermutet wird, das Dorf sei schon in den Hussitenkriegen völlig wüst geworden. Nur ein einziger Fischer soll später auf der Anhöhe gewohnt haben. Die Hussitenkriege waren allerdings bereits 1434 beendet und noch in der Urkunde von 1463 (siehe Auszug oben) ist Silberberg ohne jeden Hinweis auf eine Wüstung oder Zerstörung als Dorf erwähnt. Möglicherweise stand der Wüstungsprozess im Zusammenhang mit der Agrarkrise des späten Mittelalters, die laut Sophie Wauer im 14./15. Jahrhundert mehrere Siedlungen der Region erfasste und in der Erschöpfung der ertragsarmen Böden und in dem Preisdiktat für landwirtschaftliche Produkte infolge der Entwicklung der Marktbeziehungen begründet lag.
Sicher ist, dass Silberberg 1556 nur noch als Feldmark, 1599 als Feldmark, die nicht besät wird und 1630 als Feldmark, die nicht besetzt ist, verzeichnet ist. Im Jahr 1546 war die Feldmark im Besitz des Henning von Queiß, 1553 im Besitz des Asmus von der Liepe zu Deutsch (Groß) Schauen und 1556 im Besitz derer von Langen. Nach Angabe des Historischen Ortslexikons (HOL) kehrte die wüste Feldmark 1576 zurück zu den von Löschebrand zu Saarow, bei denen das Land bis 1862 verblieb und deren Saarower Gut, der heutige Eibenhof, einen großen Teil der Halbinsel Saarow im Schermützelsee einnahm. Mit einem Pachtschäfer, der für 1692 nachgewiesen ist, begann allmählich die Wiederbesiedlung, die spätestens 1745 in ein landwirtschaftliches Vorwerk derer von Löschebrand und eine Schäferei mündete.

### Rittergut der Löschebrand 1775

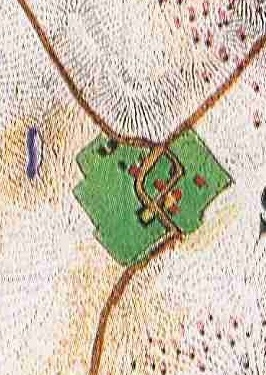
Das Gut im Messtischblatt von 1844

Das Vorwerk bauten die Löschebrand zu einem Rittersitz aus, der erstmals 1775 mit der Schäferei, vier Büdnern und weiteren Personen beziehungsweise vier Feuerstellen (Wohngebäuden) verzeichnet ist. Ein Jahr zuvor wurden für Silberberg 27 Einwohner angegeben. Um diese Zeit war Besitzer von Saarow und Silberberg Gottlob Erdmann (oder Erdmann Gottlob Martin) von Löschebrand. Er war mit Charlotte Juliana von Steinkeller, Tochter des Ernst von Steinkeller und der Anna Margaretha von Ruitz von Krügersdorf verheiratet. 1801 war die Einwohnerzahl auf 47 Personen gestiegen. Für 1801 verzeichnet Friedrich Wilhelm August Bratring in der Statistisch-topographischen Beschreibung der gesammten Mark Brandenburg 6 Einlieger, 463 Morgen Holz und 5 Feuerstellen im Besitz des Rittmeisters von Löschebrand, eingepfarrt in Reichenwalde.
Der Königliche Rittmeister (angeblich im Leibhusaren-Regiment), Carl Wilhelm Erdmann von Löschebrand,    Ritter p.p. (* 30. Oktober 1782; † 16. Juni 1860), war Erb- und Gerichtsherr zu Saarow und Silberberg und der letzte der Löschebrand. Er wurde 1860 an der Kirche Reichenwalde beigesetzt, Silberberg war dort eingekircht, an der ein schlichtes steinernes Grabkreuz an ihn erinnert. Er war der Enkel von Erdmann Gottlob von Löschebrand, 22 Jahre Landrat des Kreises, der 1781 gleichfalls in der Reichenwalder Kirche seine letzte Ruhestätte fand. Eine Tochter des Erdmann Gottlob von Löschebrand, Antoinette Christiane von Löschebrand (* 20. Dezember 1751; † 1. Dezember 1803), heiratete 1785 den königlich-preußischen Generalmajor August Wilhelm von Mosch. Mit Julius Otto Eduard von Löschebrand stellte die Familie zudem den ersten Landrat des 1836 neu gebildeten Landkreises Beeskow-Storkow, der das Amt bis 1852/1853 ausübte.
Im Jahr 1837 ist Silberberg als Rittergut mit 6 Wohnhäusern und 39 Einwohnern verzeichnet. 1858 lebten auf dem Gut 52 Personen in 8 Wohnhäusern, zudem gab es 12 Wirtschaftsgebäude. Die Fläche betrug in diesem Jahr 1954 Morgen, darunter 3 Morgen Gehöfte, 20 Morgen Gartenland, 497 Morgen Acker, 24 Morgen Wiese und 1410 Morgen Wald.

### Verkauf nach dem Aussterben der Löschebrand 1862
Nach dem Aussterben der (männlichen) Löschebrand 1860 zu Silberberg, Sophie Freiin von Ledebur, geborene von Löschebrand, starb 1888 in Saarow, standen die Güter Silberberg und Saarow zum Verkauf. Im Vergleich mit den anderen – insgesamt eher ertragsarmen – Rittergütern des Landstrichs waren Silberberg und Saarow durch die holzreichen Heiden und ergiebige Fischerei auf dem Scharmützelsee nach Angabe des Historikers Carl Petersen äußerst ertragreich. Wie es in einem Verkaufsinserat vom Januar 1861 hieß, wurde der Wert der prächtig gelegenen Allodial-Rittergüter […] von einem Königl. Oeconomie-Sachverständigen auf 344.662 Taler (und einige Silbergroschen und Pfennige) taxiert, sie sollten aber der Theilung halber unter der Taxe verkauft werden. Beim Verkauf Silberbergs an den Amtmann Oswald Zehe, der 1862 vollzogen wurde, wurde dann ein Preis von 72.000 Talern erzielt; Saarow ging für 94.000 Taler an den Baron von Bonseri. Somit blieb der Erlös um mehr als die Hälfte unter der Taxierung des königlichen Sachverständigen. Oswald Zehe war bis mindestens 1879 im Besitz des Rittergutes mit Brennerei und Ziegelei, Gesamtfläche hier 679 ha.

### Gutsbezirk Silberberg der Familie von Mörner. Eingemeindung des Gutes

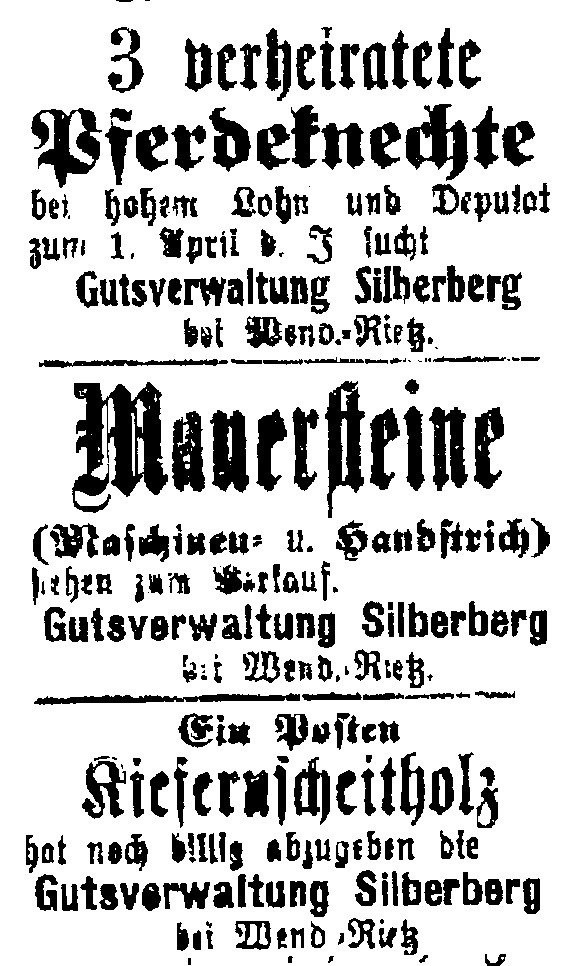
Anzeigen der Gutsverwaltung Silberberg im Kreisblatt 1910

Im Jahr 1864 ist Silberberg als Rittergut und 1927 als Gutsbezirk verzeichnet. In allen Güter-Adreßbüchern der Provinz Brandenburg ist es durchgehend als Rittergut tituliert. Im Laufe der Jahre, vor 1912, kommt der vormals aktive Offizier im Kürassier-Regiment „Herzog Friedrich Eugen von Württemberg“ (Westpreußisches) Nr. 5, der Rittmeister Wilhelm von Mörner (1869–1939), verheiratet mit Margarete von Busse-Latkowo, in den Besitz. Ihm gehörte auch mit Kleisthöhe ein Gut in der Uckermark. 1914 beinhaltete das Rittergut Silberberg 449 ha. Davon waren 60 ha Forsten. Das Gut betrieb als landwirtschaftliche Einheit eine größere Viehzucht. Des Weiteren gehörten Obst- und Spargelanlagen zum Gutsbetrieb, und eine Dampfbrennerei, eine Ziegelei. Gutsverwalter war damals H. Glauer. Mörner betrieb die Obstanlagen nicht selbst, sondern schrieb diese landesweit zur Pacht aus.

#### Braunkohleförderung, Brennerei und Ziegelei
In der zweiten Hälfte des 19. Jahrhunderts wurde in Silberberg – wie auch in den nördlich gelegenen Rauenschen Bergen – Braunkohle unter Tage gefördert. Das Bergbaugelände lag westlich und südwestlich des Gutes. Auf den beiden Silberberger Gruben Dettlow und Nettelbeck „wurden die Strecken bei der unregelmässigen Lagerung nach den verschiedensten Richtungen hin aufgefahren. Die Förderung bewegte sich vorzugsweise durch den Stolln, der durch eine Schienenbahn mit dem Scharmützelsee in Verbindung gesetzt ist.“ Im Jahr 1863 wurden 6.396 und 1867/68 bereits 35.748 Volumen-Tonnen Braunkohle gefördert. Im Jahr 1915 veröffentlichte der Geologe und Vorsitzende der Deutschen Geologischen Gesellschaft Felix Wahnschaffe im Jahrbuch der Königlich-Preußischen Geologischen Landesanstalt zwei Fotos aus den Jahren 1906/07, die „Das durch Eisdruck zerrissene Braunkohlenflöz im Miocän bei Silberberg“ und die Westwand des steil aufgepressten Miozäns zeigen.
Im Jahr 1895 war die Einwohnerzahl des Guts auf 93 und 1900 auf über 100 gestiegen. Die Fläche wird für 1900 mit 891 Hektar angegeben, darunter 382 ha Acker und Gartenland, 12 ha Wiese und 289 ha Forst. Eine Brennerei destillierte 1903 aus stärkereichen Industriekartoffeln Alkohol, die anfallende Schlempe ging als Futter in die Ställe zurück. Eine Ziegelei brannte Steine für den Aufbau der Landhaussiedlung, die ab 1906 am Nordufer des Sees entstand.

#### Eingemeindung nach Bad Saarow 1928
Im Jahr 1925 hatte Silberberg 145 Einwohner. Hinzu kamen 4 Personen im zugehörigen Gasthaus Silberquelle. 1928 wurde der Gutsbezirk, als juristisch vormals eigenständige Gemeinde, aufgelöst und in die Gemeinde Bad Saarow eingemeindet. An den privatrechtlichen Beziehungen, also dem Besitz änderte sich nichts, es blieb ein Gut, hier im Eigentum des Anwalts und Notars Derschinski aus Bartenstein in Ostpreußen. Der besagte Gutsbezirk muss eine erhebliche Ausdehnung nach Süden gehabt und einige Seen der Glubigseenkette umfasst haben, die sich nach Südwesten an den Scharmützelsee anschließt. Denn die Vereinigung mit Bad Saarow erfolgte unter Ausschluss des Großen Glubigsees, des Springsees und des Melangsees, die (vorerst) der Gemeinde Wendisch Rietz zugeschlagen wurden sowie des Tiefen Sees, der der Gemeinde Limsdorf angeschlossen wurde, einem heutigen Ortsteil der Stadt Storkow. 1931 wurde Silberberg zum Wohnplatz von Bad Saarow. Das Rittergut Silberberg hatte um 1930 einen Umfang von 550 ha. Verwalter für den Gutsherrn war der Administrator Hermann Abele. Das Herrenhaus des Guts wurde 1945 abgerissen; das Gutsverwaltungshaus besteht noch heute als Wohnhaus (siehe unten).
Im April 1930 ging in Bad Saarow der erste Teil der „Neuen Schule“ mit zwei Klassenzimmern und einem Werkraum in Betrieb. Größere Kinder von Silberberg und Dorf Saarow mussten bis dahin bei Wind und Wetter nach Reichenwalde laufen. […] Als die Schule 1930 in Bad Saarow fertiggestellt war, blieben einige Kinder ihrer Reichenwalder Schule treu, der Weg war nicht weiter als der ihnen jetzt zugemutete.

### Neuer Wirtschaftsfaktor Tourismus
Mit dem touristischen Aufschwung am Scharmützelsee, dem Anschluss an die Bahn 1921 und dem Neubau einer Straße 1928 fand das bis dahin eher abgeschiedene Gut Silberberg den Anschluss an die „Große Welt“.

#### Ausgliederung von Bad Saarow-Strand 1911/1927

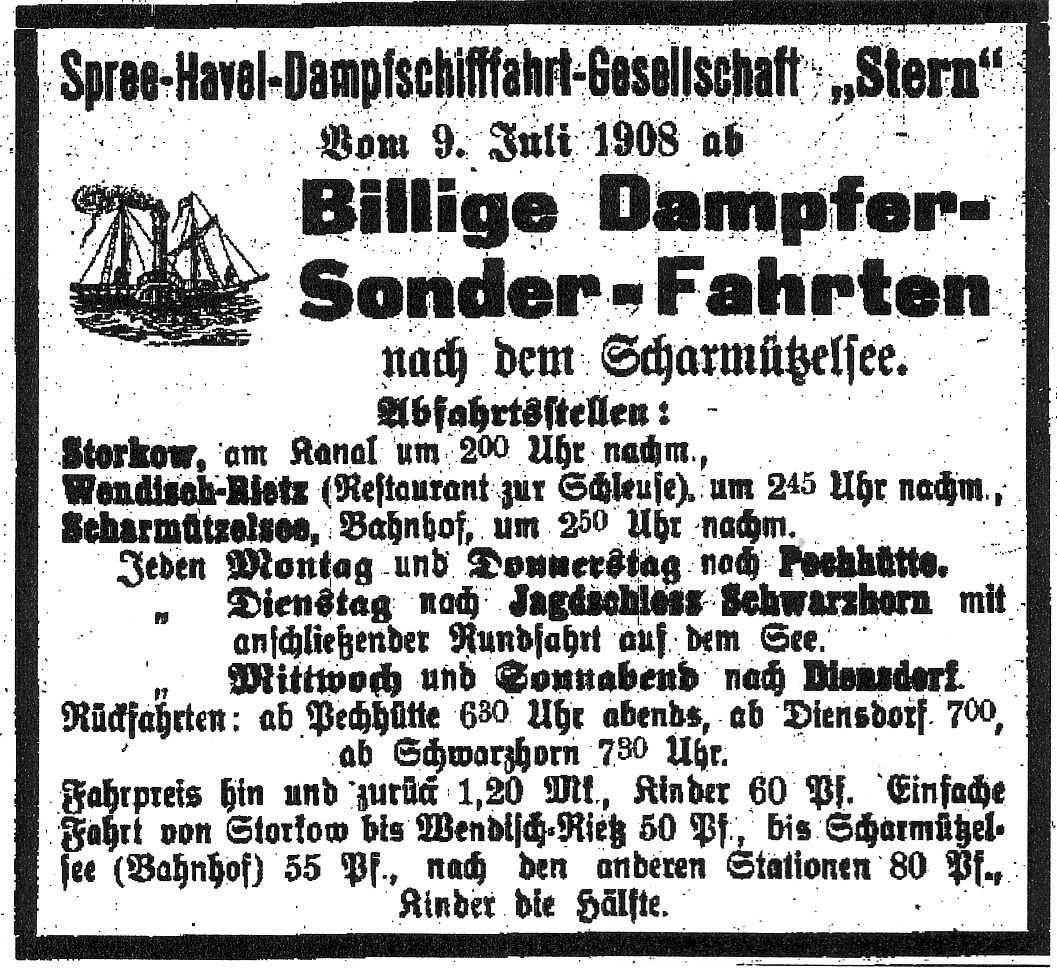
Anzeige für Dampferfahrten zum Scharmützelsee 1908

Nach der Anlage der Landhaussiedlung ab 1906 mit Seepromenade und Kurpark am Nordufer des Scharmützelsees entwickelte sich der Tourismus zum neuen Wirtschaftsfaktor der Region. Dazu trugen die Aufnahme der Ausflugsschifffahrt 1904 mit einem Motorboot (der erste Dampfer „Loeschebrand“ (vormals „Cöpenick“) folgte 1906), der Beginn des Segelsports auf dem See 1910, die Eröffnungen der Seebadeanstalt 1911 und des Moorbades 1914 mit der Ernennung Saarow-Pieskows zum Kur- und Badeort noch im gleichen Jahr entscheidend bei. Insbesondere mit der Eröffnung der Scharmützelseebahn (auch Bäderbahn) im Jahr 1911, die vornehmlich touristischen Zwecken diente und zu einem starken Gästezuwachs vor allem aus dem Berliner Raum führte, stieg das Interesse von Investoren an Flächen am See.
Mit gutem Gespür für die Entwicklung hatte der Berliner Lessing das Gut Silberberg im Dezember 1909 für 670.000 Mark gekauft. Im September und November 1911 berichtete das „Amtliche Kreisblatt für den Kreis Beeskow-Storkow“, dass Lessing das Gut an die Landbank/Siedlungsgesellschaft für 1.500.000 Mark weiterverkauft hat. Ein derart kolossales Emporschnellen des Preises in weniger als zwei Jahren stand nach Meinung der Zeitung einzigartig da. Allerdings gab die Siedlungsgesellschaft das Gut – wahrscheinlich noch im gleichen Jahr – bis auf einen Uferstreifen am See wieder zurück. 1927 erwarben drei Investoren weitere Flächen Silberbergs zwischen der Straße nach Wendisch-Rietz und dem See und ließen Bebauungspläne für die Kolonie Saarow-Strand, den heutigen Wohnplatz Bad Saarow-Strand, mit Straßen, Wegen und Plätzen erstellen. Das Gelände wurde in 800 Parzellen aufgeteilt und an finanzkräftige Käufer weiterveräußert, die entlang des Westufers Einfamilien-, Wochenendhäuser und Villen bauten. 1930 entstanden auf dem ehemaligen Silberberger Ziegeleigelände eine 9-Loch-Golfanlage mit Klubhaus und ein Strandbad am See.

#### Bahnhöfe der Scharmützelseebahn in Silberberg (1921–1945)
Die 1911 eröffnete Scharmützelseebahn führte im Hauptabschnitt von Fürstenwalde über Petersdorf, Saarow und Pieskow entlang des Ostufers des Sees nach Beeskow. Von Petersdorf nach Saarow West wurde eine Nebenstrecke am Westufer eingerichtet. Diese Nebenstrecke wurde 1921 bis zum Endbahnhof Silberberg Waldschänke weitergeführt, 1945 nach Zerstörungen aufgegeben und nicht wieder in Betrieb genommen. Die bis auf wenige Reste abgebaute Trasse verlief parallel zur heutigen Silberberger Straße/Silberberger Chaussee. In Silberberg bestanden drei Bahnhöfe beziehungsweise Haltepunkte der eingleisigen Kreisbahn, die sämtlich 1921 eröffnet und 1945/46 stillgelegt wurden:
- Silberberg Nord. Später umbenannt in Saarow Silberstrand, dann in Bad Saarow Silberstrand. Dieser Haltepunkt hatte nur eine Wartehalle.
- Silberberg Süd. Später umbenannt in Saarow Silberberg, dann in Bad Saarow Silberberg. Das Gebäude gehörte zu den neun für diese Bahn vom Landesbaurat Otto Techow entworfenen „Bahnhofstypenbauten“ mit einem 8 m × 5 m großen Güterschuppen, der rechts oder links an ein 8 m × 4 m großes Dienstgebäude mit Güterabfertigung, Fahrkartenverkauf und Wartehalle angegliedert war. Beide Gebäude waren mit einem Walmdach gedeckt, die Fenster und Türenbereiche waren mit Fachwerk ausgestattet.
- Silberberg Waldschänke. Am Endhaltepunkt der 8,2 Kilometer langen Nebenstrecke gab es nicht einmal eine Wartehalle, sodass die Reisenden Wind und Wetter ungeschützt ausgesetzt waren. Die ehemalige Waldschänke lag einige Meter abseits.[48][49][50]

Die Umbenennung der Bahnhöfe war der Herausgliederung Saarow-Strands aus Silberberg 1927 beziehungsweise der Eingemeindung Silberbergs nach Bad Saarow 1928 geschuldet.

### Kriegsende und DDR-Zeit
Während der Scharmützelsee und seine Ufersiedlungen auch in der DDR-Zeit weiter für den Tourismus beziehungsweise mit Ferienheimen für die Erholung genutzt wurden, war der Rest-Ort Silberberg nach der Herauslösung der attraktiven Seegrundstücke und nach der Stilllegung der Silberberger Bahnstrecke in dieser Zeit wieder überwiegend landwirtschaftlich orientiert.

#### Letzter Bewohner des Herrenhauses, Bodenreform
Der Gutshof Silberberg gehörte zuletzt dem (oben erwähnten) Rechtsanwalt und Notar Herbert Jaschinski. Im Jahr 1944 soll sich der SS-Oberst-Gruppenführer und Generaloberst der Waffen-SS Joseph Dietrich mit seiner Familie im Herrenhaus Silberberg einquartiert haben. Später soll er mit seiner Familie eine massive Baracke in Saarow-Strand bewohnt haben.

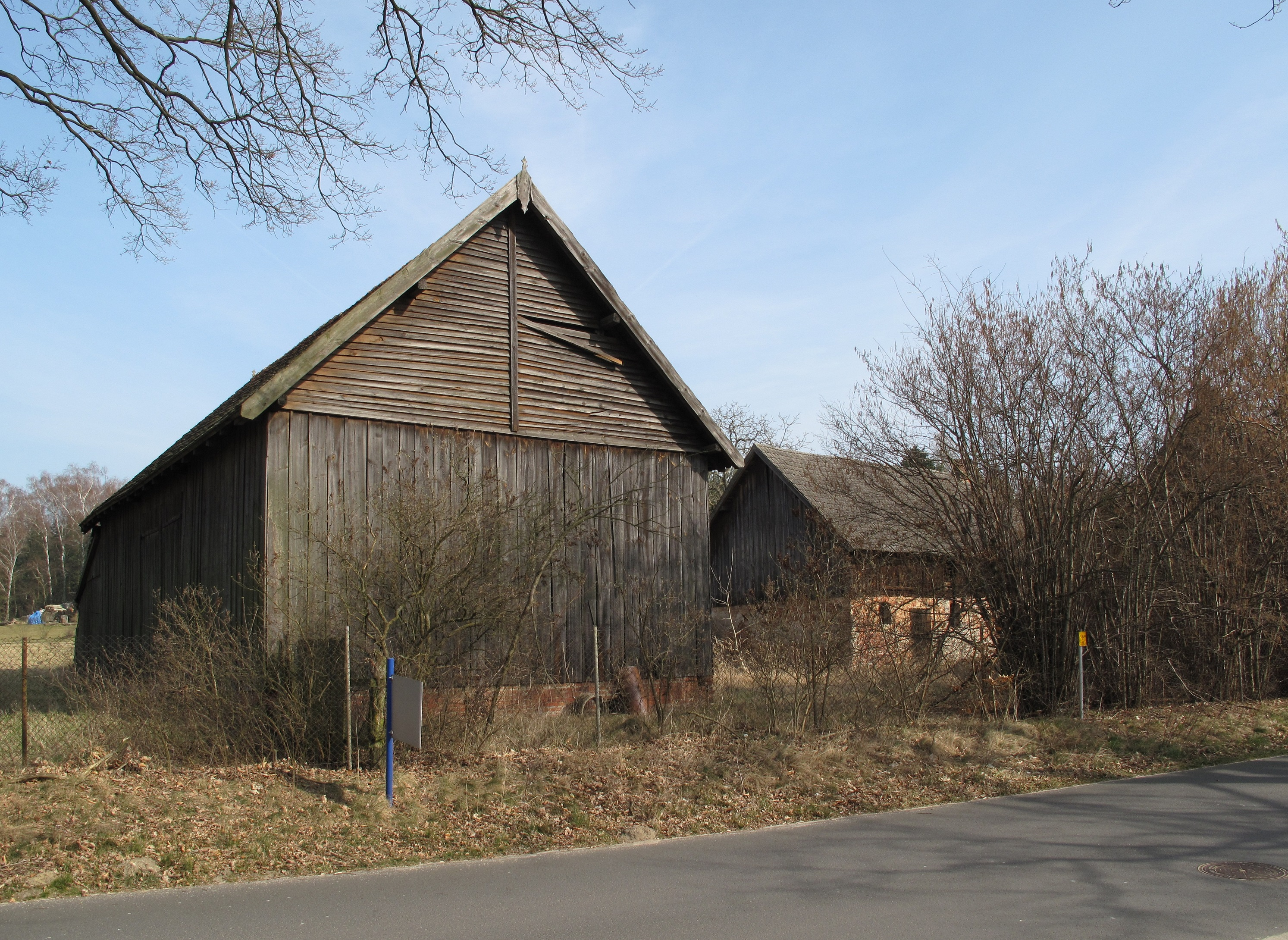
Scheune an der Dorfstraße

Von der Bodenreform in der Sowjetischen Besatzungszone (SBZ) war Silberberg stark betroffen. Am 6. Oktober 1945 erließ der Sowjetische Militärkommandant den Befehl, das Land des Gutes Silberberg und des Annenhofes an Umsiedler aus den Gebieten jenseits der Oder und an landarme Bauern zu verteilen. Jedem „Neusiedler“ wurden durchschnittlich 5 bis 9 ha Acker und 5 ha Wald je Siedler zugeteilt. Der ha (Hektar) wurde mit 200 Reichsmark berechnet. Der Kaufpreis sollte in jährlichen Raten über einen Zeitraum von 10 Jahren gestreckt beglichen werden. Ehemalige Mitglieder der NSDAP durften keine Bodenreformflächen erwerben. In Silberberg erhielten von 403 Hektar Land 12 Landarbeiter 119,5 ha, 16 landarme Bauern 135,5 ha, 6 Kleinpächter 6 ha, 16 Umsiedler 125 ha und 3 Arbeiter und Angestellte 17 ha. Die Flüchtlinge und Umsiedler wurden in leerstehende Häuser und Baracken eingewiesen. Das Herrenhaus wurde noch 1945 abgerissen. Die Steine des Herrenhauses und der Ruinen im Ort verwendeten die Neusiedler als Baumaterial für ihre Wirtschaftshöfe.

#### Landwirtschaftliche Produktionsgenossenschaften
Am 27. Januar 1953 wurde unter dem Namen Neues Leben eine LPG vom Typ I mit 4 Mitgliedern und 24,5 ha landwirtschaftlicher Nutzfläche gegründet. 1954 wurde die Genossenschaft in den LPG Typ III umgewandelt und 1965 wurde die LPG Saarow/Dorf der LPG Silberberg angeschlossen. Im Jahr 1973 wurden die Genossenschaften in Silberberg, Reichenwalde und Kolpin zu einer LPG Typ III mit Sitz in Reichenwalde zusammengeschlossen. Mit der deutschen Wiedervereinigung und der Änderung der Eigentumsverhältnisse lösten sich die LPGn auf. Viele ehemalige Bauern bewirtschaften seitdem wieder ihr vorheriges Land oder betreiben Viehwirtschaft.

## Silberberg ab 1990

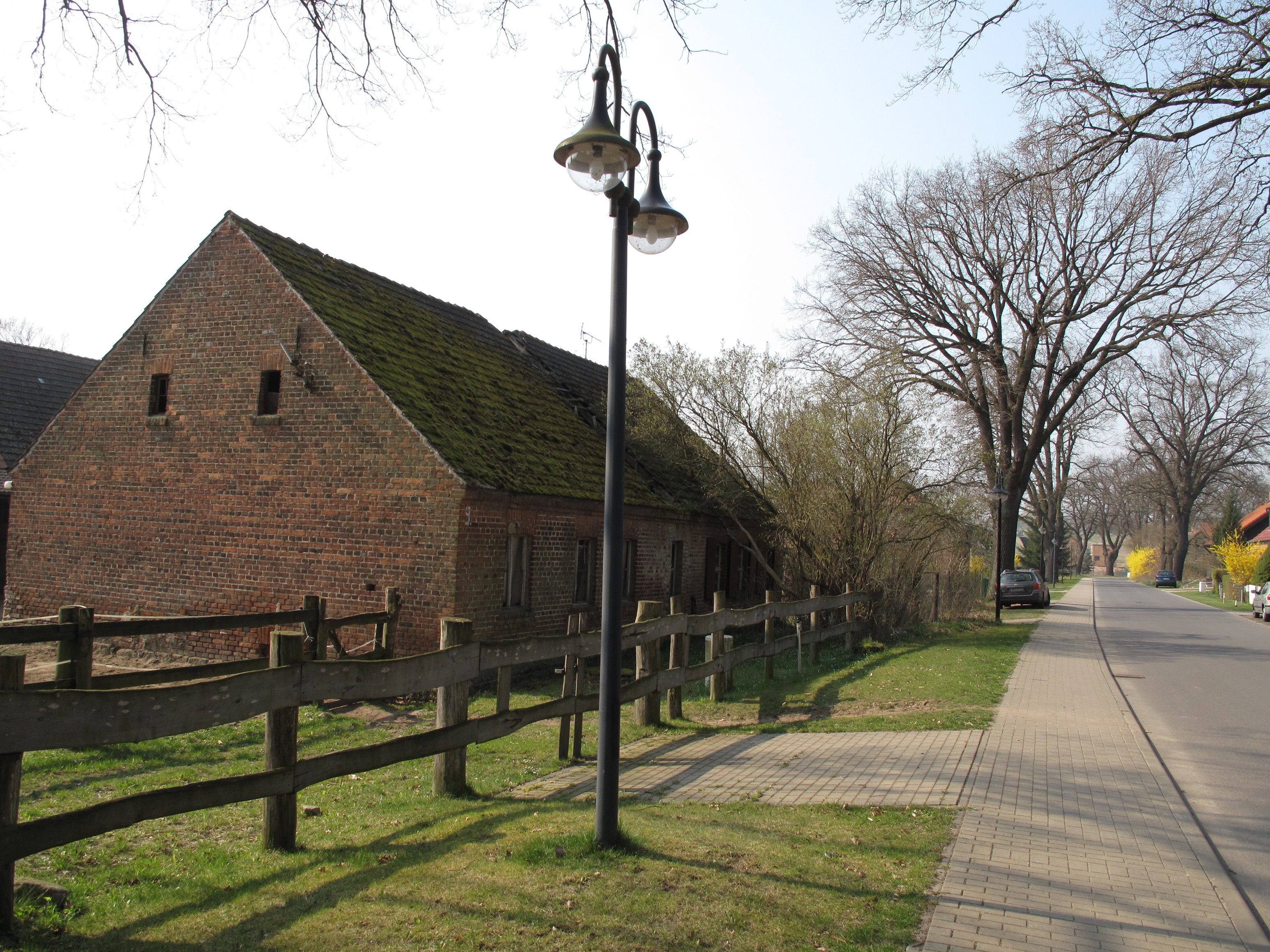
Landarbeiterhaus an der Dorfstraße

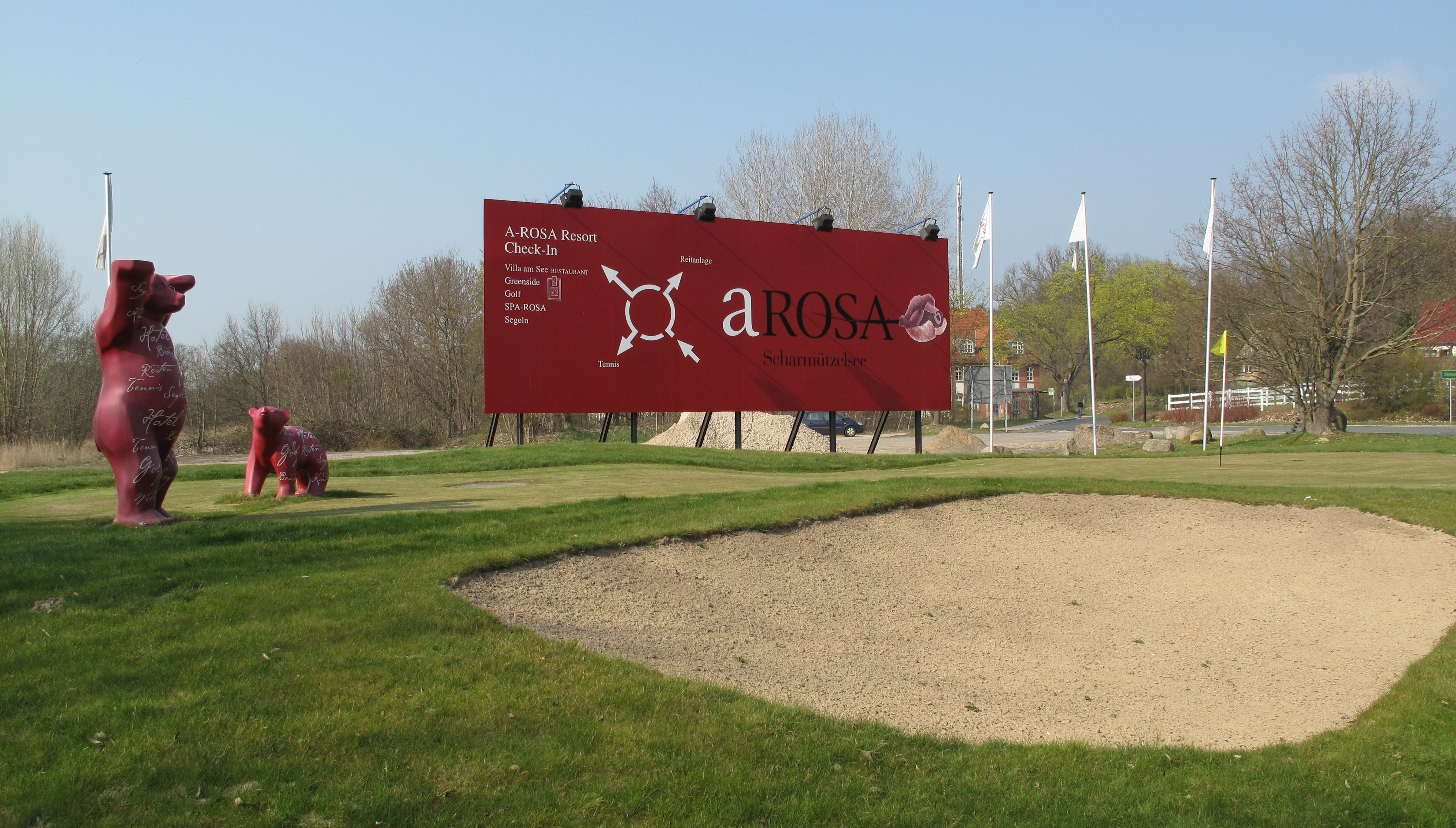
Wegweiser des A-ROSA Resorts Scharmützelsee

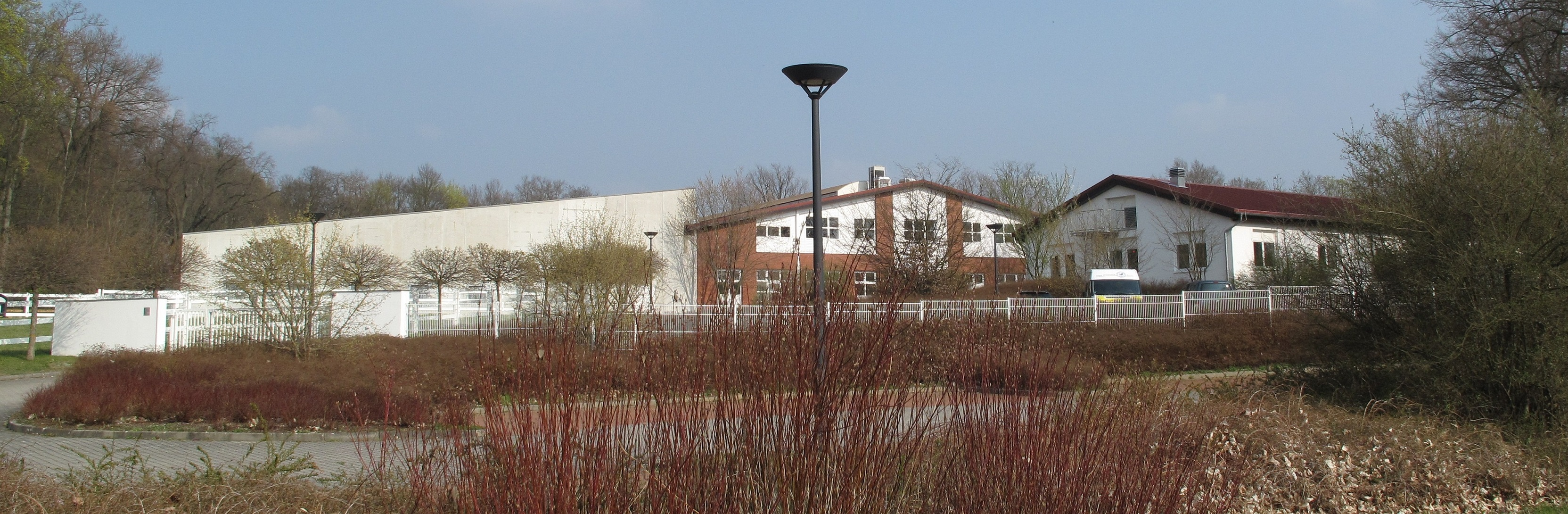
Klinik für Pferde der FU Berlin

Das Bild Silberbergs ist in den 2010er Jahren von einem Nebeneinander alter Landarbeiterhäuser und moderner, überwiegend touristisch-sportlicher Einrichtungen geprägt.

### Wiederbelebung des Tourismus nach der Wende, A-ROSA Resort
Nach der Deutschen Wiedervereinigung erhielt auch Silberberg sehr schnell wieder Anschluss an die touristische Entwicklung. Im August 1990 stellte die Gemeindeverwaltung bei einer Gegenstimme die Silberberger Flächen für eine der größten kommerziellen Sportanlagen Europas bereit und stimmte dem Vorhaben eines österreichischen Investors zu, drei 18-Loch-Golfplätze, Tennisanlagen, eine Reitanlage und ein 5-Sterne-Hotel zu errichten. Im November 1991 begannen die Arbeiten für das erste Golfplatz-Projekt. 1995 wurden der Arnold-Palmer-Golfplatz mit einem Turnier eröffnet und das Tennis-Clubhaus eröffnet. 2003 wurden die gesamten inzwischen errichteten Anlagen und ein neues Golfhotel zum „Sport & Spa A-ROSA Resort Scharmützelsee“, das von der Arkona AG, einem Tochterunternehmen der Deutschen Seereederei, betrieben wird.
Am Kreisverkehr vor dem südöstlichen Dorfeingang weist ein riesiges Werbebanner unübersehbar auf das Resort hin. Vor dem Banner sind werbewirksam ein Grün mit Loch und Fahne sowie ein Bunker platziert. Die Dorfstraße ist von zahlreichen Wegweisern zum resorteigenen Stan-Eby-Golfplatz gesäumt. Zu den Einrichtungen, die zum Teil auf dem Gelände des Wohnplatzes Bad Saarow-Strand liegen, gehören zudem ein Yachthafen mit Segelschule.

### Klinik für Pferde und Akademie für Equinologie
Ein großes Areal mit Hallen, Koppeln, Pferdeboxen und einer Zuschauertribüne, das ehemalige Alwin-Schockemöhle-Pferdesportzentrum an der Straße Silberberg Nr. 1, belegt seit 2013 die Abteilung Reproduktionsmedizin im Fachbereich Veterinärmedizin der FU Berlin mit der „Klinik für Pferde“. Die universitäre Einrichtung bietet poliklinisch, stationär und in Ausnahmefällen auch ambulant ein breites Spektrum an Leistungen für die Pferdezucht sowie Untersuchung und Behandlung von Tieren mit Erkrankungen der Genitalorgane. Gleichfalls den Pferden verschrieben hat sich die „Andrea Kutsch Akademie“ (AKA) von Andrea Kutsch, die vorübergehend als „Hochschule für Equinologie“ (Wissenschaft und Lehre vom Pferd) zugelassen war.

### Friedhof, Gutshaus
Der Friedhof des Ortes, der nordwestlich mitten im Wald an der Gemeindestraße nach Reichenwalde direkt neben dem Zaun eines Golfplatzes liegt, wurde im November 2007 beräumt, gut erhaltene Grabsteine wurden auf einer Freifläche abgelegt. Auf dem ungeschützten ehemaligen Friedhofsgelände sind noch eine Handvoll Grabplatten und halbverwitterte Stelen vorhanden. Das jüngste auf den verbliebenen Platten verzeichnete Sterbejahr ist 1980, das zweitjüngste 1962. An die Geschichte Silberbergs erinnert ferner das markante und rotverklinkerte Wohnhaus in der Straße Silberberg Nr. 11/12 am südöstlichen Ortseingang, das renovierte ehemalige Gutsverwaltungshaus.